# Alf Blütecher

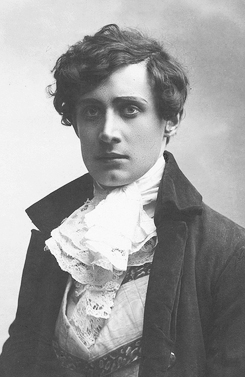
Alf Blütecher (1896)

Alf Blütecher (* 7. Februar 1880 in Lardal, Norwegen; † 5. März 1959 in Oslo, Norwegen) war ein norwegischer Schauspieler beim dänischen und deutschen Stummfilm.

## Leben

### Die frühen Jahre am Theater
Blütecher wuchs als Sohn eines Arztes auf und begann seine Laufbahn in der Saison 1904/05 als Schauspielschüler am Theater Den Nationale Scene in Bergen und trat anschließend in verschiedenen norwegischen Theatern auf: in Trondheim, Stavanger und erneut in Bergen. Eine seiner bekanntesten Bühnenrollen war der Peer Gynt in dem gleichnamigen Ibsen-Stück.

### Rollen im dänischen Stummfilm
Schließlich übersiedelte Blütecher nach Dänemark, wo er seit 1913 ein vielbeschäftigter Filmdarsteller wurde. Er spielte mittelgroße und tragende Rollen, mit dem Mephisto, dem titelgebenden „mysteriösen Fremden“ in dem gleichnamigen Forest-Holger-Madsen-Film, 1914 erstmals auch eine herausragende Charakterhauptrolle. Bekannt machte ihn vor allem die Darstellung des Arno von Dotzky, dem ersten Ehemann der im Mittelpunkt des Geschehens stehenden Martha, in der zur Drehzeit (kurz nach Beginn des Ersten Weltkriegs) hochaktuellen Verfilmung von Bertha von Suttners Roman Die Waffen nieder!. Eine andere wichtige Rolle war der Dr. Krafft in Das Himmelsschiff, eine weitere Inszenierung von Die Waffen nieder!-Regisseur Holger-Madsen.
Neben Holger-Madsen wurde vor allem Robert Dinesen Blütechers wichtigster Regisseur, mehrfach sah man ihn aber auch in Inszenierungen der Dänen A. W. Sandberg und August Blom. Blütechers Rollenbandbreite reichte von den Schauspielern Poul Walter und Jules Petit in Dinesens En skæbne bzw. I farens stund, über den Detektiv Tom Atkins in Juvelerernes skræk und den Polizeichef Sylvester Jackson in Manden med de ni fingre II (1915) bis zum Kontorchef Halling in Alfred Cohns Brandmandens datter, dem Kammerjunker Fasting in For sin faders skyld, dem Oberst Lord Emmerich Douglas in Tempeldanserindens elskov und dem Astronomen Professor Elvin Ross in I stjernerne står det skrevet (ebenfalls 1915).
Er spielte aber auch Ingenieure, Botaniker, Plantagenarbeiter und immer wieder Ärzte. Bis kurz nach Ende des Ersten Weltkriegs sah man Alf Blütecher in einer Fülle von dänischen Produktionen – überwiegend dramatische und melodramatische Geschichten – der Nordisk Film.

### Karriere in Deutschland
Schließlich folgte Blütecher, wie zahlreiche Kopenhagener Kollegen zuvor, im Herbst 1919 einem Ruf nach Deutschland, um in Hamburg die Hauptrolle in Fritz Bernhardts Darwin-Film zu übernehmen. Im Jahr darauf, nach einem weiteren Film in der Hansestadt (Der Staatsanwalt), ging Blütecher via München (Das Rätsel im Menschen) nach Berlin. Dort arbeitete er immer wieder mit Regie-Kollegen aus der dänischen Wahlheimat zusammen: Mit Urban Gad bei Die Insel der Verschollenen, mit Svend Gade bei Das Geheimnis von Brinkenhof (als Partner von Henny Porten) und erneut mit Holger-Madsen, diesmal bei Zaida, die Tragödie eines Modells. Zu Dreharbeiten kehrte Blütecher sowohl nach Kopenhagen (En nat i København) als auch nach Hamburg (Die letzte Maske) und München (Der Favorit der Königin) zurück. Zuletzt erhielt der Norweger nur noch Nebenrollen.
Ein Unfall, infolge dessen er mit anhaltender Hörschwäche zu kämpfen hatte, beendete Blütechers Filmkarriere schlagartig. Er kehrte daraufhin in seine norwegische Heimat zurück, ließ sich in Oslo nieder und verdingte sich dort zuletzt bei der heimischen Post.

## Filmografie (Auswahl)
- 1913: Nellys forlovelse
- 1913: Stålkongens villie
- 1913: Den hvide dame
- 1914: Der mysteriöse Fremde (Den mystiske fremmede)
- 1914: Inderpigen
- 1914: Den fjerde Dame
- 1914: Der Opiumtraum (Opiumsdrømmen)
- 1914: Die Waffen nieder! (Ned med våbnene !)
- 1915: Juvelerernes skræk
- 1915: Det evige had
- 1915: Brandmandens datter
- 1915: En skæbne
- 1915: Das jüngste Gericht (Verdens undergang)
- 1916: Truet lykke
- 1916: Midnatssolen
- 1916: Den frelsende Film
- 1916: Bladkongen
- 1916: Fjeldpigen
- 1917: Telefondamen
- 1917: Pengenes magt
- 1917: Tropernes datter
- 1918: Das Himmelsschiff (Himmelskibet)
- 1918: Retten sejrer
- 1918: Krig og kærlighed
- 1918: Der Fackelträger (Mod lyset)
- 1919: Grevindens ære
- 1919: Darwin
- 1920: Der Staatsanwalt
- 1920: Das Rätsel im Menschen
- 1920: Welt ohne Krieg
- 1921: Die Insel der Verschollenen
- 1922: Die kleine Stenotypistin
- 1922: Die letzte Maske
- 1922: Der Favorit der Königin
- 1923: En nat i København
- 1923: Zaida, die Tragödie eines Modells
- 1923: Das Geheimnis von Brinkenhof
- 1924: Der Mönch von Santarem
- 1924: Die Luftfahrt über den Ozean
- 1925: Die unberührte Frau
- 1925: Der Trödler von Amsterdam
- 1925: Briefe, die ihn nicht erreichten
- 1926: Das graue Haus
- 1926: Die Königin des Weltbades